# Bamboo Airways
Bamboo Airways – wietnamska linia lotnicza założona w 2017 r. Rozpoczęcie lotów zaplanowała na październik 2018 r. Linia ma korzystać z portu lotniczego Nội Bài w Hanoi. Po uruchomieniu połączeń krajowych zamierza wprowadzić loty międzynarodowe do krajów Azji Północno-Wschodniej, takich jak Chiny, Korea i Japonia.

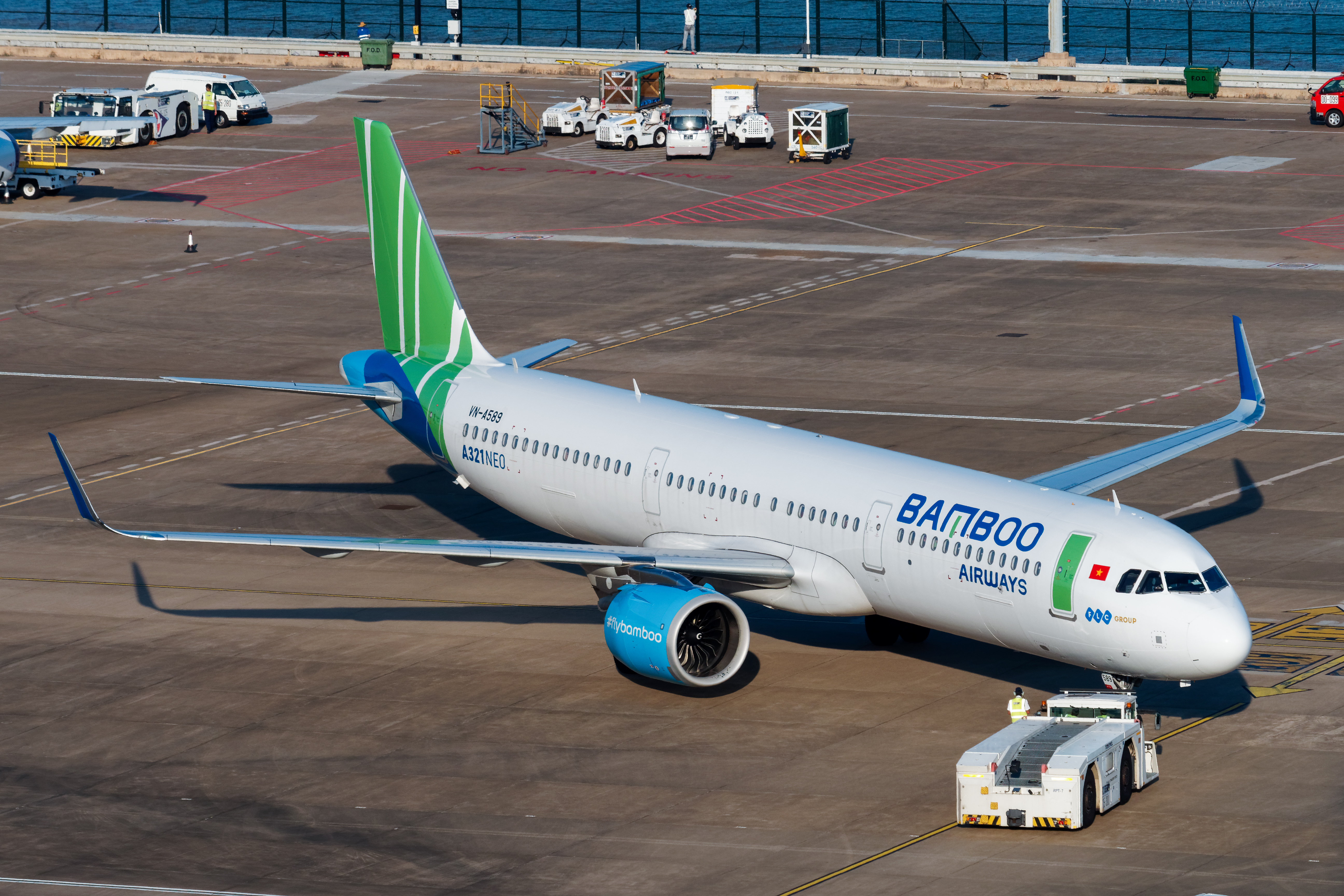
Airbus A321 należący do Bamboo Airways

Bamboo Airlines są w całości własnością FLC Group, wietnamskiego przedsiębiorstwa wielobranżowego, koncentrującego się na lotnictwie, nieruchomościach, ośrodkach wypoczynkowych, rolnictwie i golfie. Początkowy kapitał Bamboo Airways to 30,8 mln dolarów.
Agencja ratingowa Skytrax przyznała linii trzy gwiazdki.

## Skład floty
W 2017 roku Bamboo Airways podpisały list intencyjny z Airbusem w sprawie dostaw samolotów Airbus A320neo.
Bamboo Airways, złożyły u amerykańskiego producenta samolotów zamówienie na 20 sztuk Boeingów 787 Dreamliner. Maszyny umożliwią nowej firmie ekspansję na rynkach Azji Północno-Wschodniej oraz pozwolą na uruchomienie połączeń dalekodystansowych.
Zamówienie na 20 szerokokadłubowych samolotów Boeinga jest warte 5,6 mld dolarów po cenach katalogowych. Dostawa Dreamlinerów ma się rozpocząć w kwietniu 2020 roku i zakończyć do końca 2021 roku.

## Porty docelowe
W pierwszej fazie działalności przewoźnik planuje oferować połączenia krajowe, następnie ma rozszerzyć operacje na rynki Północno-Wschodniej Azji, takie jak Chiny, Koreę i Japonię.